# Luisa Fortes da Cunha
Luísa Fortes da Cunha (Vila Franca de Xira, 13 de Novembro de 1959) é uma escritora portuguesa.
Licenciada em Educação Física, pelo Instituto Nacional de Educação Física, em 1987, e recebeu uma bolsa de estudo do Conselho da Europa, em 1990, tendo estagiado em Estrasburgo. Em 1998 obteve o mestrado em Gestão da Formação Desportiva, pela Faculdade de Motricidade Humana. Autora de inúmeras publicações científicas e artigos sobre segurança desportiva infantil, estreou-se na literatura infanto-juvenis com Teodora e o Segredo da Esfinge, livros que atingiram um significativo sucesso de popularidade entre as crianças e os jovens.
Neste momento além de escritora também professora na Escola Camilo Castelo Branco em Carna.

## Obras
- 2002: Teodora e o Segredo da Esfinge
- 2002: Teodora e a Poção Secreta
- 2003: Teodora e os Três Potes Mágicos
- 2003: Teodora e o Livro dos Feitiços
- 2004: Teodora e o Caldeirão Sagrado
- 2004: Teodora e as estátuas Misteriosas
- 2005: Teodora e a Ilha Invisível
- 2006: Teodora e o Relógio Mágico
- 2007: Teodora e os Anéis Lendários
- 2007: Teodora e o Mistério do Vulcão
- 2008: Teodora e o Segredo do Manuscrito Chinês
- 2010: Teodora e a Pedra de Âmbar
- 2011: Teodora e a Espada Lendária
- 2014: Teodora e a Cidade de ouro